# Alabagrus
Alabagrus är ett släkte av steklar. Alabagrus ingår i familjen bracksteklar.

## Dottertaxa tillAlabagrus, i alfabetisk ordning[1]
- Alabagrus albispina
- Alabagrus alixa
- Alabagrus arawak
- Alabagrus arua
- Alabagrus aymara
- Alabagrus botocudo
- Alabagrus caingang
- Alabagrus calibi
- Alabagrus caquetio
- Alabagrus cara
- Alabagrus carib
- Alabagrus caudatus
- Alabagrus chimu
- Alabagrus coatlicue
- Alabagrus cocto
- Alabagrus combos
- Alabagrus cora
- Alabagrus cuna
- Alabagrus derailersi
- Alabagrus diegeli
- Alabagrus donnai
- Alabagrus ekchuah
- Alabagrus elatoscutum
- Alabagrus englishi
- Alabagrus erythromelas
- Alabagrus esenbeckii
- Alabagrus festivus
- Alabagrus fuscistigma
- Alabagrus guayaki
- Alabagrus haenschi
- Alabagrus imitatus
- Alabagrus intimapa
- Alabagrus ixtilton
- Alabagrus janzeni
- Alabagrus jatunqepi
- Alabagrus juchuy
- Alabagrus kagaba
- Alabagrus kiska
- Alabagrus laevis
- Alabagrus latisoma
- Alabagrus latreillei
- Alabagrus leptosoma
- Alabagrus levipodeum
- Alabagrus llampu
- Alabagrus lokono
- Alabagrus maculipes
- Alabagrus marginatifrons
- Alabagrus masneri
- Alabagrus masoni
- Alabagrus mataco
- Alabagrus maue
- Alabagrus maya
- Alabagrus miqa
- Alabagrus misa
- Alabagrus mixcoatl
- Alabagrus mocovi
- Alabagrus mojos
- Alabagrus muisca
- Alabagrus nahuatl
- Alabagrus nicoya
- Alabagrus nigritulus
- Alabagrus nio
- Alabagrus olmec
- Alabagrus oyana
- Alabagrus pachamama
- Alabagrus paqo
- Alabagrus parunaupi
- Alabagrus parusimi
- Alabagrus paruyana
- Alabagrus parvifaciatus
- Alabagrus pecki
- Alabagrus pisipuka
- Alabagrus plaumanni
- Alabagrus porteri
- Alabagrus puri
- Alabagrus roibasi
- Alabagrus sanctus
- Alabagrus sarapiqui
- Alabagrus semialbus
- Alabagrus shorteri
- Alabagrus sispacara
- Alabagrus sispalatreillei
- Alabagrus solox
- Alabagrus stigma
- Alabagrus suni
- Alabagrus testaceus
- Alabagrus texanus
- Alabagrus triangulifer
- Alabagrus tricarinatus
- Alabagrus tripartitus
- Alabagrus tupinamba
- Alabagrus uchuk
- Alabagrus uchukqepi
- Alabagrus uru
- Alabagrus wachapu
- Alabagrus waiwai
- Alabagrus waorani
- Alabagrus variegatus
- Alabagrus varipes
- Alabagrus varius
- Alabagrus warrau
- Alabagrus watachupa
- Alabagrus watsoni
- Alabagrus versicolor
- Alabagrus voto
- Alabagrus xipe
- Alabagrus xoloti
- Alabagrus yanamapa
- Alabagrus yaruro